# Província d'Afyonkarahisar
Afyonkarahisar, de vegades coneguda simplement com a Afyon, és una de les 81 províncies en les quals està dividida Turquia, a la regió de l'Egeu. És administrada per un governador designat pel Govern central.

## Districtes
- Afyonkarahisar
- Başmakçı
- Bayat
- Bolvadin
- Çay
- Çobanlar
- Dazkırı
- Dinar
- Emirdağ
- Evciler
- Hocalar
- İhsaniye
- İscehisar
- Kızılören
- Sandıklı
- Sultandağ
- Şuhut